# Carlos Gomes Júnior
Carlos Gomes Júnior, född 1949, var regeringschef i Guinea-Bissau från 10 maj 2004 till 2 november 2005 och igen från 2 januari 2009. 
Fram till februari 2012 var han premiärminister, ett uppdrag han avsade sig för att kunna kandidera till presidentposten för Afrikanska partiet för självständighet åt Guinea och Kap Verde (PAIGC) i det kommande valet. I valet som hölls den 18 mars 2012 fick han 49 procent av rösterna. Innan en andra valomgång hölls tillfångatogs Gomes Júnior i en kupp. Han släpptes dock i slutet av april och flögs ut ur landet.